# Julius von Bernuth
Julius Hans Camillo Friedrich Leo Ludwig von Bernuth, född 12 augusti 1897 i Metz, död 12 juli 1942 i Ssochkranaja nära Sumy i Sovjetunionen (stupad), var en tysk generalmajor som tjänstgjorde under andra världskriget.